# Sorkh Valīk
Sorkh Valīk (persiska: سُرخ وَليك, سُرخ وَلتَك, Sorkh Valī, سرخ ولی) är en ort i Iran.   Den ligger i provinsen Mazandaran, i den norra delen av landet, 180 km öster om huvudstaden Teheran. Sorkh Valīk ligger 869 meter över havet och antalet invånare är 242.
Terrängen runt Sorkh Valīk är kuperad. Runt Sorkh Valīk är det ganska tätbefolkat, med 111 invånare per kvadratkilometer. Närmaste större samhälle är Lājīm, 18,2 km väster om Sorkh Valīk. I omgivningarna runt Sorkh Valīk växer i huvudsak blandskog.